# Danny Byrd
Danny Byrd (Bath, 4 maggio 1979) è un produttore discografico e disc jockey britannico.

## Discografia

### Album in studio
- 2008 – Supersized
- 2010 – Rave Digger
- 2013 – Golden Ticket

### Raccolte
- 2007 – Medical History

### Mixtape
- 2013 – Byrd Is the Word